# Tradescantia ernestiana
Tradescantia ernestiana är en himmelsblomsväxtart som beskrevs av Edgar Shannon Anderson och Robert Everard Woodson. Tradescantia ernestiana ingår i släktet båtblommor, och familjen himmelsblomsväxter. Inga underarter finns listade.